# Дідуля Віктор Миколайович
Ві́ктор Микола́йович Дідуля (нар. 23 березня 1937, Владивосток, Російська РФСР, СРСР — пом. 1 лютого 2019) — радянський волейболіст, що виступав на позиції нападника, суддя всесоюзної категорії, заслужений тренер УРСР.

## Біографія

### Ігрова кар'єра
Віктор Дідуля народився 23 березня 1937 року у Владивостоці, Російська РФСР, СРСР. 
Протягом 5 років виступав за «Науку» з Одеси (згодом клуб перейменували на «Буревісник»). 1957 року став бронзовим призером чемпіонату СРСР, а також у ці роки він тричі здобував звання чемпіона УРСР. 1958 року у складі «Буревісника» також став срібним призером турніру найкращих студентських команд Європи, що проходив у Кракові (Польща).
1956 року у складі збірної Одеської області виграв І літню Спартакіаду УРСР. 

### Освіта
1964 року закінчив заочне відділення факультету фізвиховання  Одеського державного педагогічного інституту імені К. Д. Ушинського. 

### Тренерсько-викладацька кар'єра
У період 1959—1964 рр. зосередився на тренерсько-викладацькій діяльності, працюючи викладачем фізкультури і тренером чоловічої збірної Одеського медичного інституту. Збірна під його керівництвом ставала багаторазовим переможцем Спартакіади медичних вузів УРСР і СРСР.
З 1964 по 1972 рік працював завідувачем навчально-спортивним відділом дорожньої ради ДСТ «Локомотив» Одесько-Кишинівської залізниці. Згодом став головою райради ДСТ «Локомотив» міста Одеса. 
З 1973 по 1974 рік тренував національну збірну Лівану.
З 1975 по 1985 рік працював другим тренером у «МедІні». З одеською командою виграв Кубок володарів кубків, став срібним і двічі бронзовим призером чемпіонату СРСР, а також двічі ставав володарем Кубка СРСР.
Завершивши роботу в «МедІні», Віктор Дідуля став директором спеціалізованої спортивної школи з волейболу обласної ради ДСТ «Буревісник», яку очолював протягом 8 років (1986—1994 рр.).
Помер 1 лютого 2019 року після важкої хвороби.

## Нагороди і досягнення
- Медаль «За трудову доблесть»
- Заслужений тренер Української РСР.

### Гравець

#### Командні
«Буревісник» (Одеса)
- Чемпіонат СРСР
  -  Бронзовий призер (1): 1957

- Чемпіонат УРСР
  -  Чемпіон (3): 1954, 1955, 1957

### Тренер
«МедІн»
- Чемпіонат СРСР
  -  Срібний призер (1): 1982/83
  -  Бронзовий призер (2): 1981/82, 1983/84

- Кубок СРСР
- Володар (2): 1981, 1983

- Кубок володарів кубків
- Володар (1): 1983